# Son'ka Zolotaja Ručka
Son'ka Zolotaja Ručka (Сонька Золотая ручка) è un film del 1914 diretto da Vladimir Kas'janov, Alexandr Čargonin e Jurij Jur'jevskij.